# Vera Nabókova
Vera Ievséievna Nabókova, (rus: Ве́ра Евсе́евна Набо́кова, en anglès Véra Nabokov, de soltera Slónim, rus: Сло́ним 5 de gener de 1902, Sant Petersburg, Imperi Rus - 7 d'abril de 1991, Vevey, Suïssa) fou l'esposa, mecanògrafa, redactora, inspiradora i, de vegades traductora i fins i tot guardaespatlles de Vladímir Nabókov. Era també la mare del cantant i traductor Dmitri Nabokov (1934-2012). Pràcticament totes les obres de Nabókov estan dedicades a ella.

## Biografia

### Joventut
Nascuda a Sant Petersburg en la família d'un advocat, Ievsei Làzarevitx Slónim (1865-1928), natural de Xklov i la seva mare, Slava Boríssovna Slónim (de soltera Féiguina 1872-1928) era natural de Moguilev. El seu pare, advocat de carrera, tot just va seguir durant uns anys aquesta professió, segurament a causa de les restriccions i quotes imposades als professionals jueus, i es va dedicar al comerç de fusta en una empresa dedicada a l'exportació de fusta de l'óblast de Smolensk, en lloc d'haver d'acceptar canviar de religió. · 
Durant la Primera Guerra Mundial, la jove Vera es considerava a si mateixa com a socialista, una punt de vista que abandona després de la Revolució d'Octubre de 1917. La família es va establir un temps a Moscou, i després va tornar a Petrograd. El seu pare, després d'escapar sortosament a una detenció nocturna, va fugir amb la família. El pare va marxar a Kíev i la resta de la família cap a Belarús. En haver estat ocupada la regió pels bolxevics, la família es va unir a Evsei a Kíev. El 1920 fugiren de Crimea i es traslladaren a Berlín en un vaixell de càrrega canadenc. Arruïnat per la Revolució Russa, Evsei va tractar de pujar dos negocis, però després de la hiperinflació de la República de Weimar, també es van ensorrar el 1924.
Vera volia anar a la Universitat Tècnica de Berlín, però el seu pare, tement per la seva salut, la dissuadí. Després va treballar com a estenògrafa en els negocis del seu pare, sobretot per a l'editoria Orbis. Tot i que no estava actiu en els cercles literaris de la diàspora russa a Berlín, manifestava un gran interès per la literatura, i coneixia el treball de Sirin. des del seus inicis.

### La trobada amb Nabókov
Contractada com a col·laborador a la revista de l'emigració russa, Rul, a la qual col·laboraven o havien col·laborat els Nabókov (pare i fill) a la primavera de 1924. El 24 de juny, Nabókov va publicar un poema a Rul titulat La trobada dedicat a una tal V. S. Segons Vladímir Nabókov, llur primera trobada hauria tingut lloc en un ball de caritat el 8 de maig de 1924, un fet que la interessada sempre es negà a confirmar. Durant els quatre o cinc anys posteriors, Véra no només fou la mecanògrafa de Nabókov, sinó també la seva traductora.
Vera i Vladimir es van casar el 15 d'abril de 1925. Ella va acabar la seva pròpia incipient carrera com a escriptora per donar suport al seu marit com a crítica, lectora, i mecanògrafa, i mantingué la família gràcies del seu treball com a secretària i traductora. El seu fill, Dmitri, nasqué el 10 de maig de 1934.
Després que la família es va traslladar a Berlín, Vera va estudiar a l'escola Stolze und Schrey (1928) i en aquest moment treballava com a taquígrafa a l'oficina de l'agregat comercial de l'Ambaixada de França. Abans que els nazis arribessin al poder l'any 1933, ella havia treballat al bufet «Weil, Gans i Dieckmann» des de la primavera del 1930. Llavors, només dos anys després, va aconseguir una feina a l'oficina «Ruthsspreicher», però a causa de la persecució dels empleats d'origen jueu, es va veure obligada a abandonar el seu lloc de treball.
El gener de 1937 Vladímir Nabókov va abandonar definitivament Alemanya: el pla era visitar França, Bèlgica i el Regne Unit per donar una sèrie de conferències i reunir-se amb editors i altres contactes literaris; Vera es reuniria amb ell unes poques setmanes després, ja a França, on s'establirien. No obstant això, en la correspondència que van mantenir durant aquest període, Vera va anar retardant cada vegada més la decisió, i intentà fins i tot canviar-la, amb diverses excuses (viatjar a Praga a visitar la mare de Nabókov o anar a un balneari per curar el seu reuma); fins que en una de les cartes es va descobrir la causa d'aquestes reticències: Vera acusava el seu marit de ser-li infidel a París amb una altra emigrada russa, Irina Iúrievna Guadanini, fet que aquest va negar categòricament. Vladímir va acabar cedint als desitjos de la seva dona i es va traslladar a Praga, on van passar uns dies amb la mare d'aquest; després d'ells es van desplaçar primer a París i després a Canes (França), a passar unes breus vacances. És aquí on Nabókov va confessar a Vera que, efectivament, li havia estat infidel. La passió amorosa no havia acabat i Vladímir va continuar escrivint-se amb Irina i fins i tot van arribar a veure de nou a Canes; però, finalment, va trencar de manera definitiva tota relació amb ella per intentar salvar el seu matrimoni. Aquest va ser el moment més crític dels Nabókov com a parella.

### Emigració als Estats Units
Al maig de 1940, marxaren de França per anar als Estats Units a bord del vapor «Champlain», amb l'ajut de la Societat d'Ajuda a l'Immigrant Hebreu (HIAS). En l'estiu de 1940 la família Nabókov va viure a Vermont; el 1941 van marxar de Nova York, Nabókov fou convidat a donar una sèrie de conferències a la Universitat Stanford.
En 1941, Vladímir Nabókov i la seva família visqueren a Palo Alto, on Nabókov treballava a la universitat, donant conferències i fent traduccions dels clàssics russos. A la tardor es va traslladar a Wellesley, on Nabokov també va ensenyar literatura al Wellesley College. En la tardor de 1942 es va traslladar a Cambridge, on Nabokov feia traduccions i classes particulars. Vera va aprendre a conduir i fou xofer del seu marit en molts viatges de camp, sobretot en el Nord-oest del Pacífic, per caçar papallones. Per protegir-lo portava al damunt una arma de foc. Nabókov es va suportar en ella en el seu treball i "no hauria anat enlloc sense ella." Durant les seves conferències, s'asseia a la dreta de l'escenari mentre ell parlava des d'un faristol a l'esquerra de l'escenari. Ella va ser la seva inspiració, editora i primera lectora; totes les seves obres estan dedicades a ella. Lolita fou salvada de les flames per ella més d'una vegada. No obstant això, les cartes personals relacionades amb ella i el seu matrimoni van ser destruïdes.

### Retorn a Europa i mort

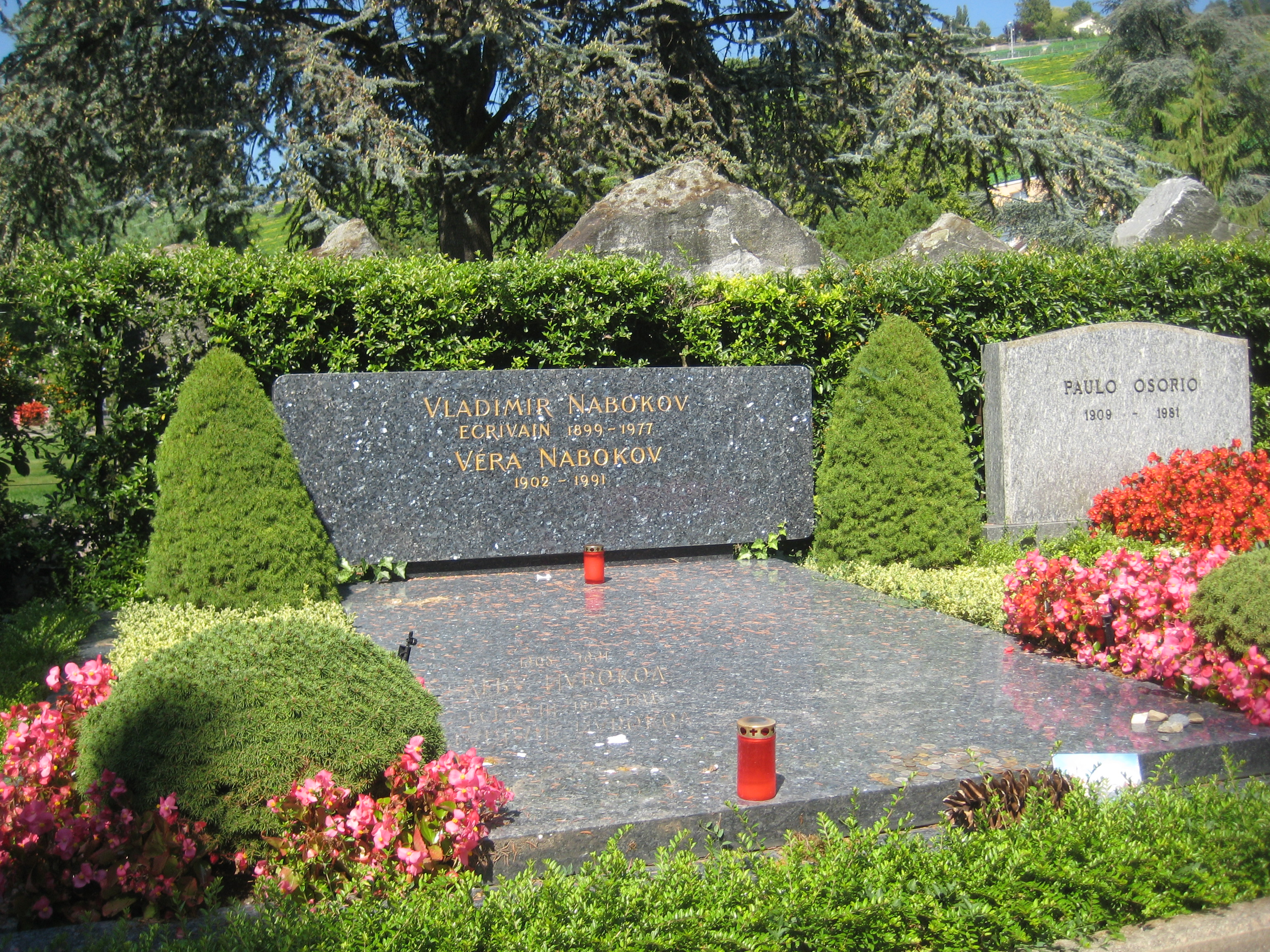
La tomba dels Nabókov al cementiri de Clarens (Suïssa)

Després del retorn de la parella a Europa el 1960, va residir amb el seu marit a l'hotel Montreux Palace, on va continuar gestionant els seus assumptes, i després de la seva mort el 1977, la seva finca. A la seva mort, Vladímir havia sol·licitat que la seva última obra, L'Original de Laura , fos cremada, però ni Vera ni Dmitri van destruir el manuscrit, i, finalment, es va publicar el 2009. Ja ben entrada la vuitantena, va traduir Pàl·lid foc al rus.
Es va quedar al Palace fins al 1990, i va morir a l'any següent a Vevey. Va ser enterrada al costat del seu marit al cementiri de Clarens. Dmitri, que va morir el 2012, també està enterrat allà.

## Obra consagrada a Véra Nabokov
- (anglès) Martin Amis, Visiting Mrs Nabokov: And Other Excursions, 1993